# Christian Frisch

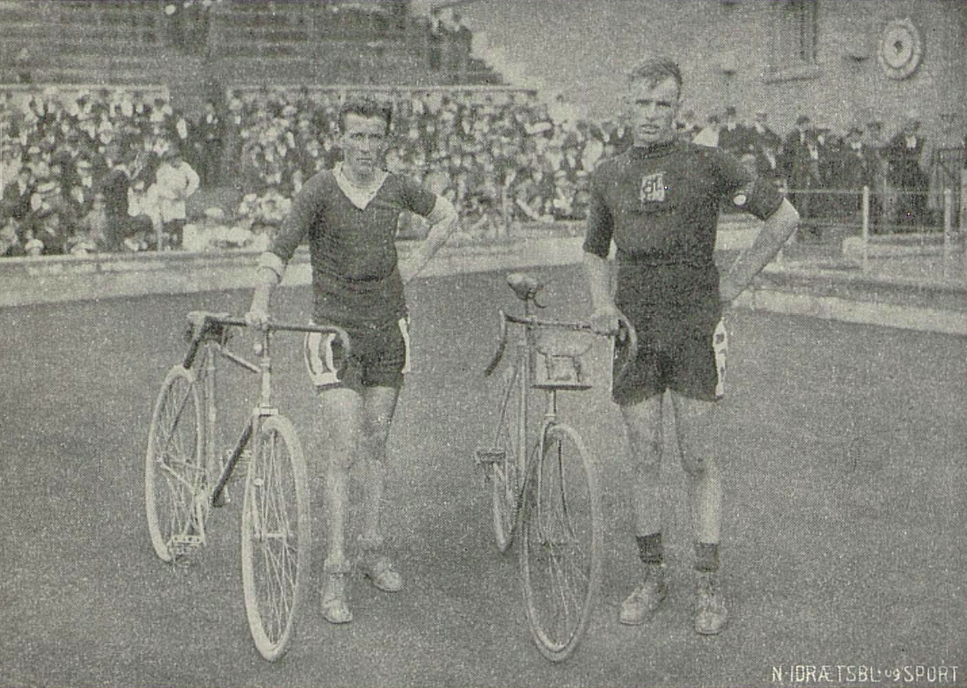
Christian Frisch (till vänster) och Erik Westerberg i Mälaren runt 1917.

Christian Peter Johannes Ansgar Frisch, född 7 juli 1891 i Köpenhamn, död där 7 december 1954, var en dansk tävlingscyklist. Han var Danmarks genombrottsman i landsvägscykling.
Frisch vann nordiska mästerskapet 1917 och satte danska rekord på 100 km samt i 12- och 24-timmarslopp. Han var aktiv under 20 år, de sista åren som stayercyklist på Ordrupbanan. Han var även verksam som mekaniker.